# (14405) 1991 PE8
(14405) 1991 PE8 là một tiểu hành tinh vành đai chính. Nó được phát hiện bởi Henry E. Holt ở Đài thiên văn Palomar ở Quận San Diego, California, ngày 5 tháng 8 năm 1991.